# Кит, Данкан
Да́нкан Кит (англ. Duncan Keith; 16 июля 1983, Виннипег, Канада) — профессиональный канадский хоккеист, защитник. Обладатель Кубка Стэнли 2010, 2013 и 2015 годов. Победитель зимних Олимпийских игр 2010 и 2014 годов в составе сборной Канады. Обладатель «Джеймс Норрис Трофи» в 2010 и 2014 годах, а также «Конн Смайт Трофи» в 2015. Завершил карьеру игрока 12 июля 2022 года. Член «Зала хоккейной славы» с 2025 года (церемония и включение в зал будет осенью). 

## Карьера в НХЛ
Кит был выбран «Чикаго Блэкхокс» на драфте НХЛ 2002 года во втором раунде под общим 54-м номером. Два сезона он провёл в фарм-клубе, в команде Американской хоккейной лиги «Норфолк Эдмиралс», прежде чем вошёл в основной состав «Чикаго Блэкхокс» в сезоне 2005/2006.
Первая игра Данкана Кита в НХЛ состоялась 5 октября 2005 года против «Анахайм Дакс». Новичок хорошо показал себя в команде, добившись за сезон результата в 21 очко, забил 9 шайб и сделал 12 передач в 81 матче. После этого сезона «Чикаго Блэкхокс» продлили контракт с Китом ещё на четыре года. В следующем сезоне Данкан сыграл в 82 играх, набрал 31 очко (2 забитых гола, 29 передач). Сезон 2007/2008 принёс ему 32 очка и 12 шайб, за которые он был вознаграждён участием в матче всех звёзд 2008 года. Правда, «Блэкхокс» в этом сезоне не смогли выйти в плей-офф. В октябре 2008 года Кит стал помощником капитана вместе с форвардом Патриком Шарпом. Обновлённая команда вышла в плей-офф, а результат Кита составил 44 очка и 8 шайб. В декабре 2009 года клуб продлил контракт Данкана Кита на 13 лет на сумму $ 72 млн. В этом же сезоне Данкан выиграл с «ястребами» свой первый «Норрис Трофи» и Кубок Стэнли.
Во время матча 1/2 финала плей-офф Кубка Стэнли-2010 против «Сан-Хосе Шаркс» Кит в результате попадания шайбы потерял 7 зубов. Хоккеист пропустил около 7 минут, после чего вернулся на лёд.
В сезоне 2014/15, выиграв с «Чикаго» свой 3 Кубок Стэнли и набрав в 23 матчах 21 очко, стал обладателем «Конн Смайт Трофи», приз лучшему игроку плей-офф НХЛ. Стал первым защитником-обладателем приза за 10 лет после Скотта Нидермайера.

## Международная карьера
Кит дебютировал в сборной Канады на чемпионате мира 2008. Данкан сделал две передачи в девяти играх, и Канада выиграла серебряные медали, уступив в финале сборной России.
30 декабря 2009 г. Кит получил приглашение в сборную Канады для участия на Зимних Олимпийских играх в Ванкувере, где играл в паре с защитником «Лос Анджелес Кингз» Дрю Даути. Данкан завершил турнир с шестью передачами. «Кленовые листья» обыграли в финале сборную США со счётом 3:2. Это была первая международная золотая медаль Кита.
В 2012 г. Кит сыграл за «кленовых листьев» на чемпионате мира. Канадцы стали первыми в своей группе на предварительном этапе, однако уже в четвертьфинале неожиданно уступили сборной Словакии и остались лишь пятыми в итоговой позиции.

## Статистика
| Легенда | Легенда                    | Легенда | Легенда                   | Легенда | Легенда    |
| ------- | -------------------------- | ------- | ------------------------- | ------- | ---------- |
| И       | Количество проведённых игр | Штр     | Штрафное время            | +/−     | Плюс-минус |
| Г       | Голы                       | П       | Голевые передачи          | О       | Очки       |
| -       | Статистика неизвестна      | —       | Статистика не учитывалась |         |            |

## Достижения
| Награда                                       | Год                    |
| --------------------------------------------- | ---------------------- |
| Участник Матча всех звёзд (4)                 | 2008, 2011, 2015, 2017 |
| Попадание в Первую Сборную всех звёзд НХЛ (2) | 2010, 2014             |
| Попадание в Вторую Сборную всех звёзд НХЛ (1) | 2017                   |
| «Джеймс Норрис Трофи» (2)                     | 2010, 2014             |
| «Конн Смайт Трофи»                            | 2015                   |
| Обладатель Кубка Стэнли (3)                   | 2010, 2013, 2015       |
| Олимпийский чемпион (2)                       | 2010, 2014             |